# Aéroport de Magong
L'aéroport de Magong (code IATA : MZG • code OACI : RCQC) est un petit aéroport de Magong, comté de Penghu, à Taïwan.

## Situation
| \| 20 km1:1 721 000 \| Taipei-Taoyuan Taipei Songshan Kaohsiung Taichung Tainan Hualien Chiayi Lutao Hengchun Kinmen Magong Beigan Nangan Lanyu · île des Orchidées Pingtung Tchimeï Taitung Wangan |
| 20 km1:1 721 000 |

## Statistiques
Pour des raisons techniques, il est temporairement impossible d'afficher le graphique qui aurait dû être présenté ici.

Voir la requête brute et les sources sur Wikidata.

## Compagnies aériennes et destinations
| Compagnies                | Destinations                                                 |
| ------------------------- | ------------------------------------------------------------ |
| Daily Air                 | Tchimeï                                                      |
| Far Eastern Air Transport | Kaohsiung, Taichung, Taïpei-Songshan                         |
| Mandarin Airlines         | Kaohsiung, Taichung, Taïpei-Songshan                         |
| Uni Air                   | Chiayi, Kaohsiung, Kinmen, Taichung, Tainan, Taïpei-Songshan |

Édité le 03/08/2018